# Звездчатка Бунге
Звездча́тка Бу́нге (лат. Stellária bungeána) — многолетнее травянистое растение, вид рода Звездчатка (Stellaria) семейства Гвоздичные (Caryophyllaceae).

## Ботаническое описание

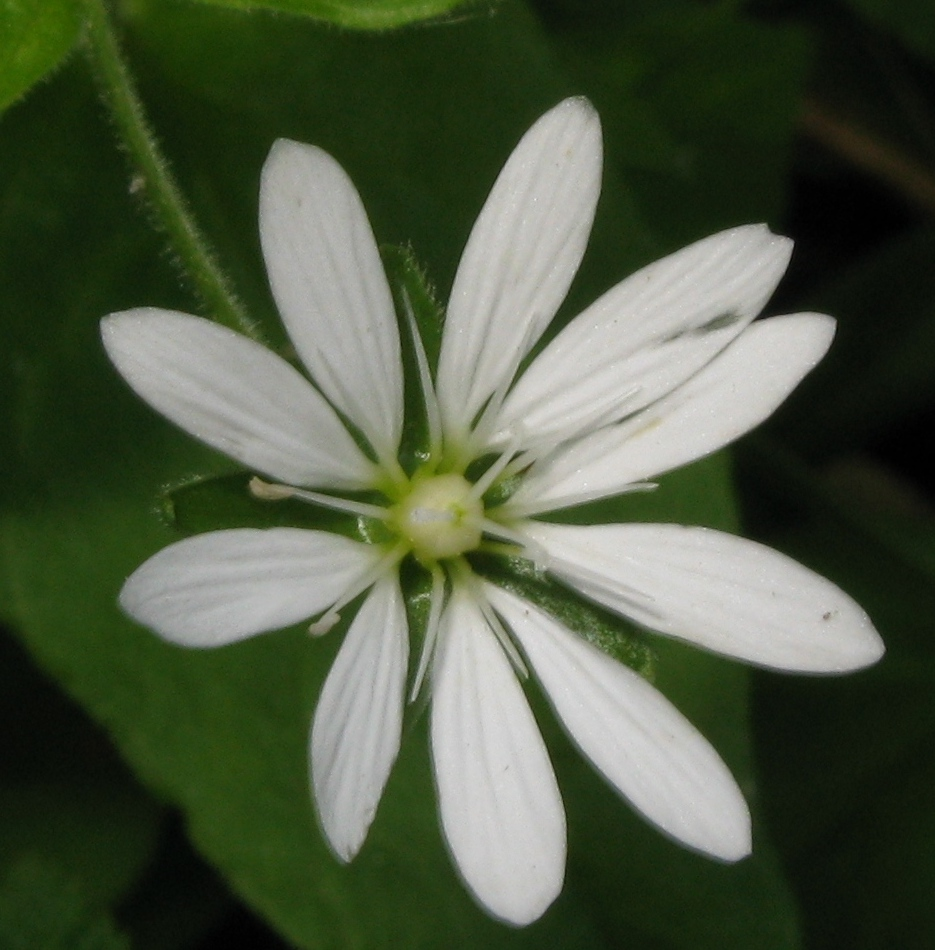
Цветок

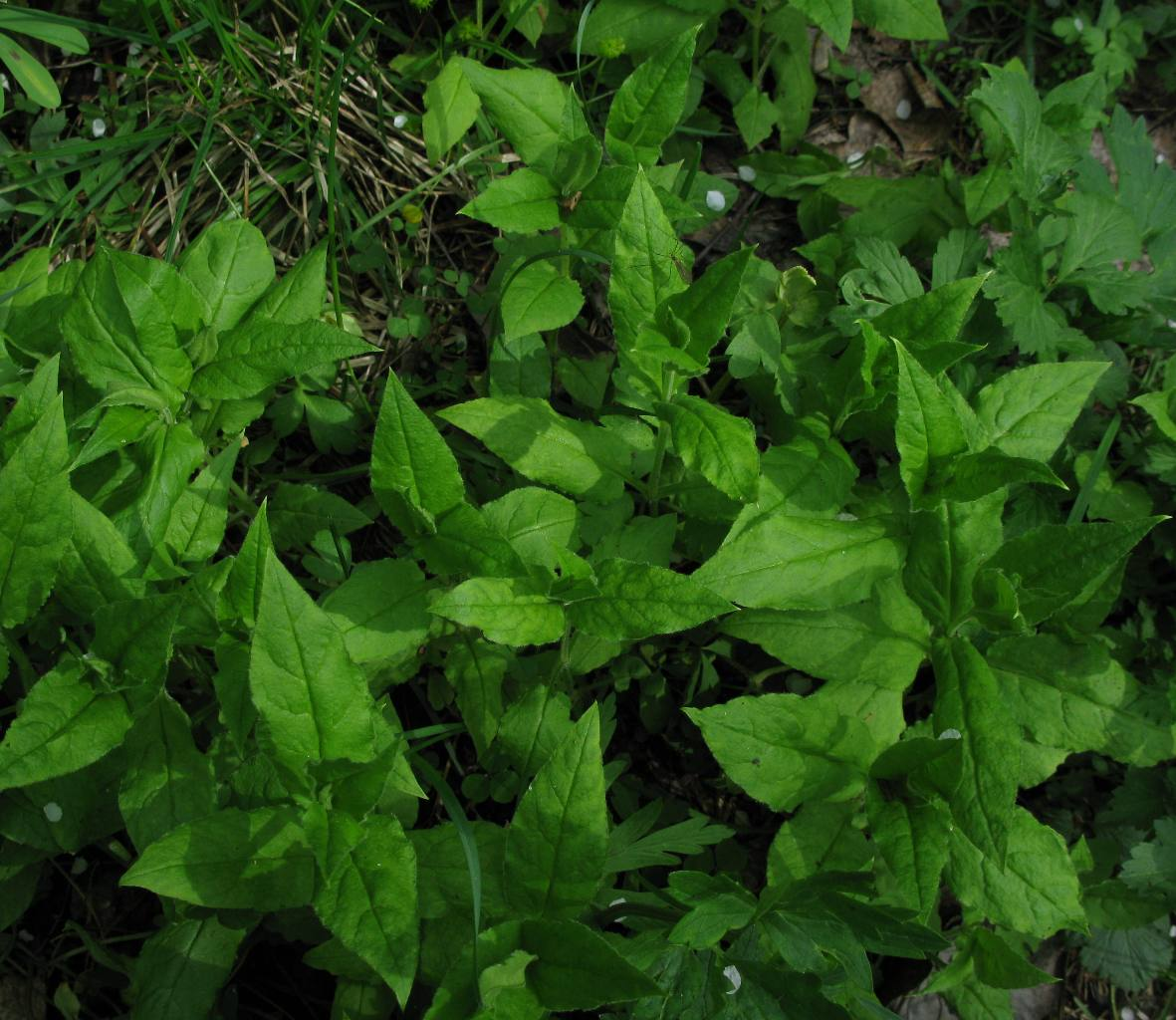
Нецветущее растение

Многолетнее растение с тонким ползучим корневищем.
Стебли достигают 20—50 см в высоту, простые или ветвистые, покрытые многоклеточными простыми и железистыми волосками, в живом состоянии цилиндрические.
Прикорневые листья ко времени цветения отсутствуют. Стеблевые листья 3—10 см длиной, 2—4 см шириной, продолговато-яйцевидные или широколанцетные, длинно заострённые, с обеих сторон и по краю короткореснитчатые, нижние 0,2—2 см длиной, сужены в черешок, верхние сидячие.
Цветки в пазушных и верхушечных дихазиях, с травянистыми прицветниками. Цветоножки 1—5 см длиной, опушенные. Чашелистики 4—6 мм длиной, продолговатые, тупоконечные, с узкой каймой, травянистые, с железистыми волосками по всей поверхности. Лепестки около 8 мм в длину, в 1,5—2 раза длиннее чашелистиков, почти до основания 2-раздельные на линейные, к основанию суженные доли. Пыльники белые, продолговатые. Цветёт в мае — августе.
Плод — коробочка, яйцевидная, равна чашечке или немного длиннее её, светлая. Семена округло-почковидные, коричневые, по всей поверхности бугорчатые, бугорки конические, острые или туповатые.

## Экология

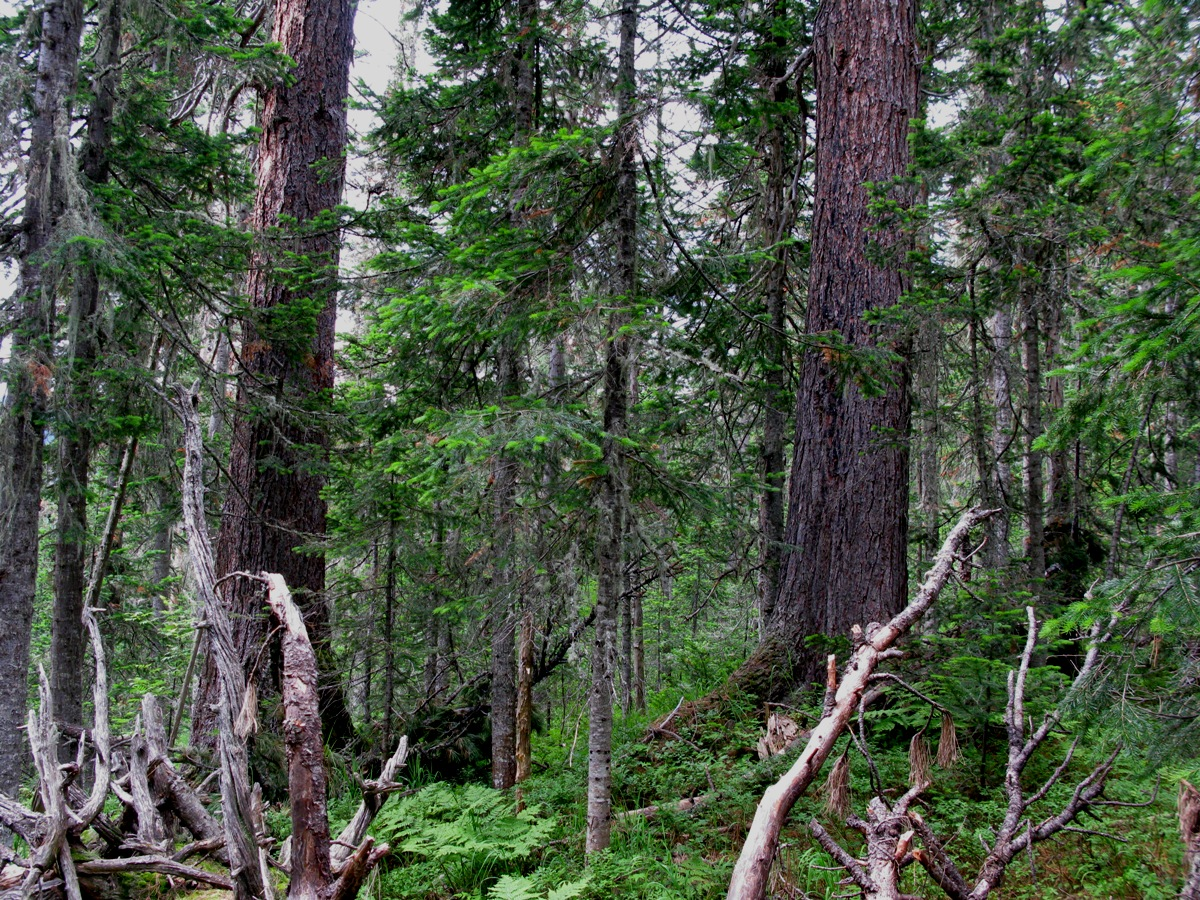
Место обитания звездчатки Бунге. Темнохвойная моховая тайга в верховьях р. Большой Кебеж, природный парк «Ергаки» (Красноярский край)

Произрастает в горно-лесном и высокогорном поясах по опушкам, высокотравным лугам, луговым склонам, в редколесьях, зарослях кустарников, ольхи, ивы, по берегам ручьев, в кустарниковой и ерниковой тундре, на заболоченных субальпийских и альпийских лугах.

## Распространение
Встречается на востоке европейской части России, в Сибири и на Дальнем Востоке.
В Западной Сибири: Тюменская, Омская, Томская, Новосибирская, Кемеровская области, Алтайский край, республика Алтай.
В Средней Сибири: Красноярский край, Хакасия, Тува.
В Восточной Сибири: Иркутская область, Бурятия, Якутия.
За пределами России известна из Монголии.

## Химический состав
В надземной части растения обнаружены алкалоиды, флавоноиды.

## Значение и применение
Медонос. С лечебной целью используется трава (стебли, листья, цветки). Например, в народной медицине нанайцев отвар этой травы используется для ванн при отечности ног, дерматомикозах. На Дальнем Востоке растение используется в пищу как ранневесенний овощ.
Алтайскими маралами (Cervus elaphus sibiricus Severtzow) поедается плохо. На Дальнем Востоке отмечено хорошее поедание домашними свиньями. Крупный рогатый скот поедает плохо и только ранней весной и поздней осенью. Запасы в благоприятных годы могут достигать 7 ц/га.